# 屠斯立
屠斯立，字仁伯，號繼思，湖廣漢陽府漢陽縣人，明朝政治人物、賜特用進士出身。
崇禎六年（1633年）中舉人，崇禎十三年中殿試乙榜，賜特用出身，任成安縣知縣，適值饑荒，開倉濟民，救活不少活人無算，後調南京別用。